# Tomáš Josef Povondra
Tomáš Josef Povondra, křtěný Tomáš Akvinský Josef Sch.P. (25. ledna 1786, Kroměříž – 27. března 1832, Trident byl katolický kněz) 

## Život
Tomáš Josef Povondra se narodil v Kroměříži v rodině Mathiase Povondry.
Později absolvoval Piaristické gymnázium v Kroměříži a v roce 1801 vstoupil do piaristického řádu, posléze z řádu vystoupil, ale nadále působil jako katolický kněz. Od roku 1812 byl profesorem teologie v Linci, v letech 1814–1823 byl profesorem pastorálky na olomouckém lyceu a v roce 1820 jeho rektorem. Posléze byl povolán jako vládní rada do Vídně, roku 1828 se stal proboštem v Tridentu.

## Dílo
- Systema theologiae pastoralis, 1–6, Wien 1818–1819.